# Сенченко, Иван Ефимович
Ива́н Ефи́мович Се́нченко (укр. Іва́н Юхи́мович Се́нченко; 1901—1975) — украинский советский писатель, переводчик, драматург, критик.

## Биография
Родился в бедной крестьянской семье. В 1916 году окончил Константиноградское четырёхклассное училище, в 1920 — педагогическую семинарию. Учительствовал в родном селе, работал инструктором внешкольного образования в Константинограде. В 1921 переехал в Харьков, тогдашнюю столицу Украины, работал продавцом в магазине, библиотекарем, учителем украинского языка в рабочем кружке. С 1923 — на журналистской работе, печатался в газетах и журналах «Селянська правда», «Вісті», «Студент революції», «Комунарка України», «Сільськогосподарський пролетарій», «Шляхи мистецтва» и других, вокруг которых объединялась литературная молодёжь.
Входил в число организаторов и был активным членом литературных организаций «Плуг» и «Гарт», затем в «Свободную Академию Пролетарской Литературы» (ВАПЛИТЕ) (1925—1928).
С 1924 по 1928 изучал филологию в Харьковском институте народного образования, посещал лекции А. И. Белецкого. Одновременно работал в редакциях харьковских газет и журналов. С 1926 — ответственный секретарь изданий ВАПЛИТЕ, Литературная ярмарка и Пролитфронт (1930).
В годы Великой Отечественной войны находился в эвакуации в Алма-Атинской области, работал сельским учителем. В 1943 был вызван в Москву, где ему предложили должность ответственного секретаря журнала «Україна», в котором он работал после перевода редакции в Харьков, а затем — в Киев.
В 1944—1960 жил в доме писателей «Ролит».
Похоронен на Байковом кладбище.
Жена — историк Елена Компан.

## Награды
- орден «Знак Почёта» (24.11.1960)

## Творчество
Первые литературные опыты Сенченко — стихи, однако его литературный путь, по собственному признанию, начался с рассказа «Чернозёмные силы» (1922).
Повесть для детей «Паровая мельница» (1926) положила начало т. н. «Червоноградскому циклу», объединившему лучшие произведения Сенченко. Их основная тема — разительные перемены на селе 1920-х, произошедшие благодаря НЭПу, переплетение различных сложных социальных процессов. Цикл продолжился рассказами «В золотом углу», «История одной карьеры» (1926), повестями «Путешествие в Червоноград» (1927), «Червоноградские портреты» (1928), «Фесько Андыбер» (1929). Эти произведения, особенно два последних, подверглись несправедливой критике (автору, в частности, приписали идеализацию кулака), оборвавшей работу над циклом на много лет.
В 1932 появился первый производственный роман Сенченко «Металлисты». В 1936 увидели свет историческая повесть о Франции XI в. «Чёрные врата» и повесть для детей «Рыжие волки» о древних славянах.
Занявшись переводческой деятельностью ещё в ранний период творчества, перевёл на украинский язык многие произведения А. Радищева, А. Пушкина, Н. Гоголя, А. Горького и других.

## Избранные произведения
- Сборники рассказов и повестей:
  - «Навесні» (1923),
  - «Де вона?» (1924),
  - «Інженери» (1925),
  - «Навесні» (1925),
  - «Оповідання» (1925),
  - «Петля» (1925),
  - «Паровий млин» (1926),
  - «Із записок» (1927),
  - «Скарб» (1927),
  - «У золотому закуті» (1928),
  - «Сонце сходить» (1929),
  - «Фесько Андибер» (1930),
  - «Комуна» (1932),
  - «Повість про Клима» (1933),
  - «Віч-на-віч» (1941),
  - «Вітрила нап’яті» (1943),
  - «Мої приятелі» (1951),
  - «Рубін на Солом’янці» (1957),
  - «На Батиєвій горі» (1960),
  - «Цвіт королевий» (1967),
  - «Сім господинь» (1969).
- Очерки:
  - «По єврейських колоніях Криворіжжя та Херсонщини» (1929),
  - «Гіганти пустель» (1932),
  - «Право на героїзм» (1934).
- Сборники стихов:
  - «В огнях вишневих завірюх» (1925).
- Пьесы:
  - «З примусу» (1946).
- Романы:
  - «Металісти» (1932),
  - «Напередодні» (1938),
  - «Його покоління» (1947).

### На русском языке
- Рубин на Соломянке: Повесть, рассказы / Пер. с укр.; [Илл.: И. И. Старосельский]. — М.: Сов. писатель, 1962. — 228 с.
- На плавучем острове: Рассказы. [Для младш. и сред. возраста.] / Пер. с укр. Н. Николенко. — [Свердловск: Кн. изд., 1963]. — 116 с.
- Вишнёвый листок: Рассказы / Пер. с укр.; [Предисл. И. Питляр]. — М.: Худ. лит., 1967. — 335 с.
- На Калиновом мосту…: Рассказы, повести / Пер. с укр. Н. Дангуловой. — М.: Сов. писатель, 1982. — 455 с.